# Ciudadanos Etíopes por la Justicia Social
Ciudadanos Etíopes por la Justicia Social (en amhárico: የኢትዮጵያ ዜጎች ለማህበራዊ ፍትህ; romanizado: ye-Ïtiyop'iya zēgochi le-mahiberawī fitih), abreviado como EZEMA (ኢዜማ) es un partido político liberal nacionalista de Etiopía. Se creó el 12 de mayo de 2019, en el marco de la apertura política iniciada por el primer ministro Abiy Ahmed Ali, como un partido único que englobara a la mayoría de la oposición política  del país africano, hasta entonces fuertemente restringida, para las elecciones generales de 2020.
Se estableció inicialmente con el acuerdo de fusión de los partidos: Ginbot 7, Partido Democrático Etíope, Partido de la Unidad de Toda Etiopía, Partido Azul, Partido de la Nueva Generación (NGP), Movimiento Regional de Gambella (GRM), y Unidad para la Democracia y la Justicia (UDJ). En julio de 2019, el Partido Ye-Ethiopia Ra'iy (ERaPa) también se fusionó con EZEMA. El logotipo del partido consiste en una balanza de justicia con un lápiz grande que actúa como un poste que conecta las balanzas.
Su líder es Berhanu Nega, exalcalde electo de Addis Abeba, su subdirector es Andualem Aragie, y su presidente y vicepresidente son Yeshiwas Assefa y Chane Kebede, respectivamente.